# Maison de Neuglize
La maison de Neuglise (ou Neuglize) est une maison située à Bessay-sur-Allier, en France.

## Localisation
La maison est située à Neuglise (ou Neuglize), hameau et ancienne paroisse dépendant de la commune de Bessay-sur-Allier, dans la partie du département de l'Allier nommée Sologne bourbonnaise. Elle se trouve le long du chemin menant à Neuilly-le-Réal. À proximité, à l'est de la maison classée Monument historique, un bâtiment de ferme présente également une façade à pans de bois, qui n'a pas été restaurée.

## Description
L'édifice appelé le "Vieux Château" est une maison à colombages bâtie sur cave et possédant un pigeonnier. La partie nord du bâtiment a été construite à la fin du XVIe siècle. Une aile a été ajoutée à l'est au XVIIIe siècle. Côté sud, la maison, qui surplombe un étang et des bois, se poursuivait jusqu'au XIXe siècle par des communs entourant une cour fermée rectangulaire, aujourd'hui encore matérialisée par deux pavillons de briques faisant face à la maison. L'ossature de la maison est en chêne. Les murs sont composés de cadres raidis par des croix de Saint-André, hourdis de briques enduites à la chaux. La partie nord de la maison est couverte d'une charpente de type "gothique" à fermettes. Le pignon ouest est construit en briques polychromes formant des losanges. Le débord du toit repose sur des consoles cintrées avec effet de frise.

## Historique

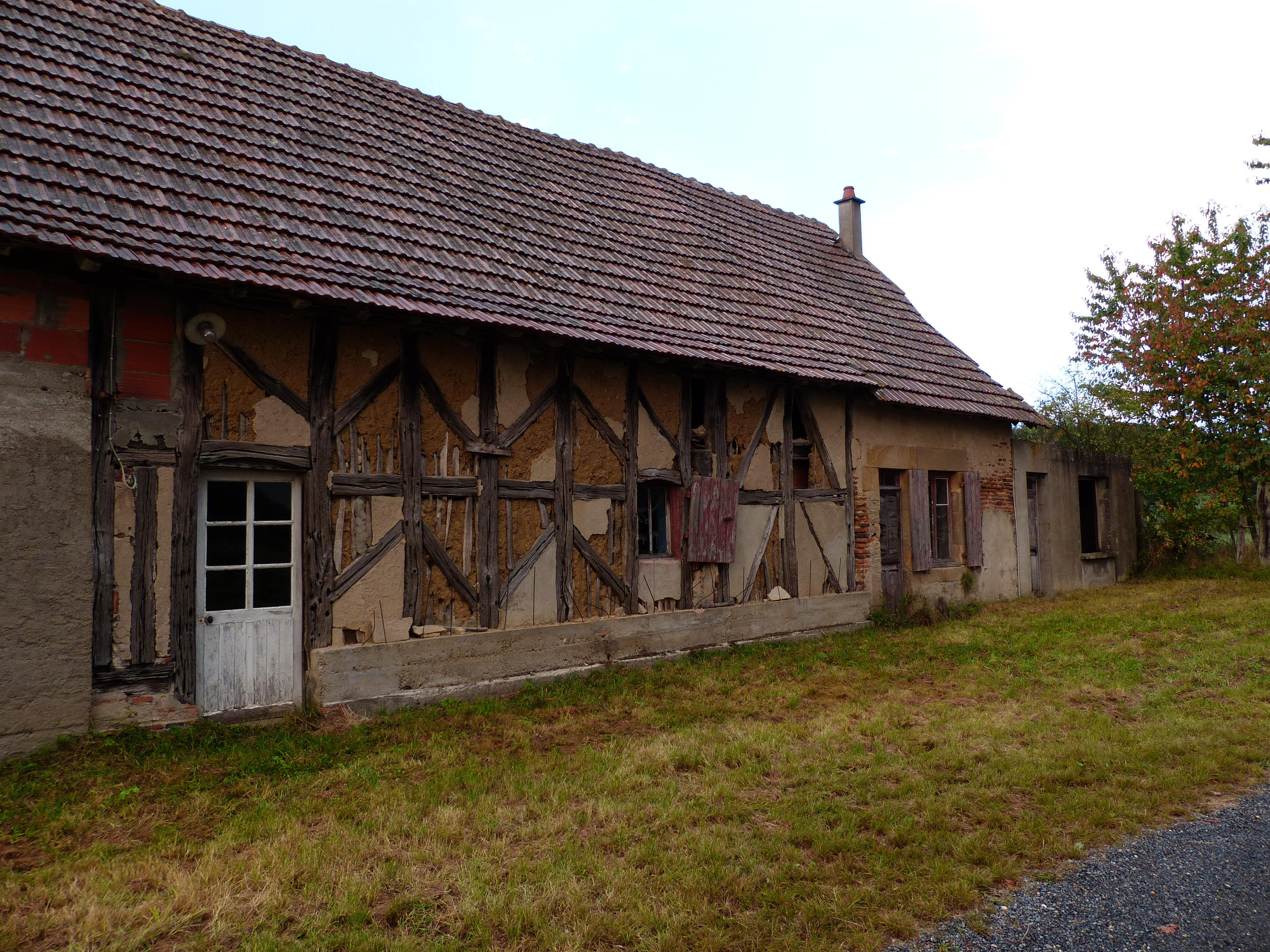
Bâtiment à pans de bois, à l'est de la maison classée.

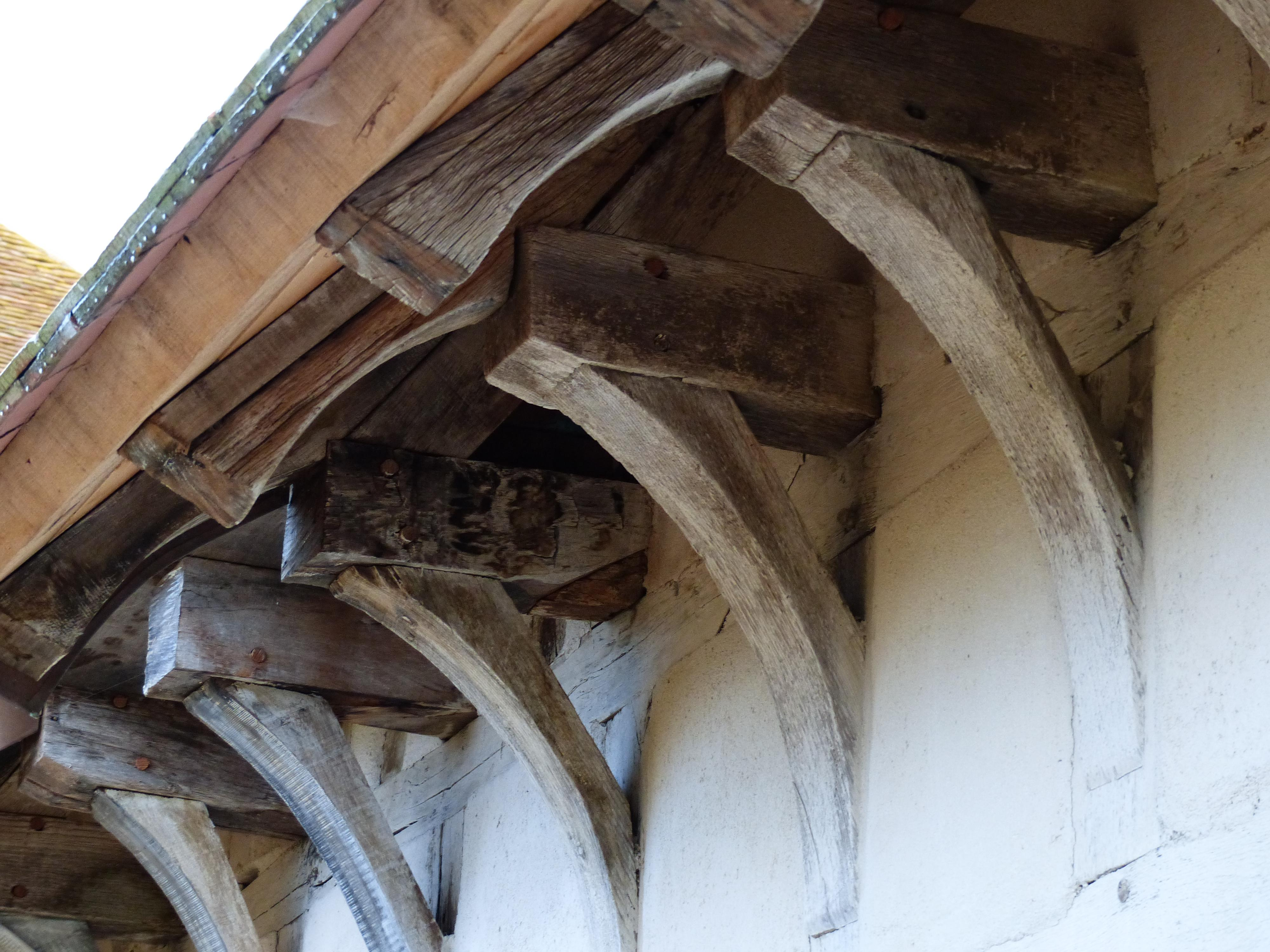
Détail de la charpente, du côté nord.

Le "Vieux Château" de Neuglize, propriété campagnarde d'un seigneur ou d'un grand bourgeois, a été élevé à la fin du XVIe siècle à l'emplacement d'une maison forte, au centre de l'ancien bourg et paroisse de Neuglize, face à l'église paroissiale aujourd'hui disparue. Après le démembrement de la paroisse au début du XIXe siècle, la maison a été délaissée peu à peu par ses propriétaires au profit d'un nouveau
château (ou manoir), construit à l'ouest, à l'emplacement de l'ancienne église, vendue comme bien national à la Révolution. Le "Vieux Château" fut reconverti alors en bâtiment à usage agricole, hébergeant au besoin des employés du domaine.
L'édifice a été classé Monument historique par arrêté du 4 octobre 1988. Son propriétaire actuel a décidé de lui redonner son lustre en engageant dès 2008 un important chantier de restauration.